# البنك المركزي المدغشقري
البنك المركزي المدغشقري هو البنك المركزي لمدغشقر. تتمثل مهمة البنك بالتعاون مع الحكومة العامة، وفي مراعاة قوانين المالية، في الحفاظ على الاقتصاد السياسي العام في مدغشقر؛ والحفاظ على الاحتياطيات النقدية الوطنية. ينشط بنك مدغشقر المركزي في تطوير سياسة الإدماج المالي وهو عضو في تحالف الإدماج المالي.

## التاريخ
تعود أصول البنك المركزي في مدغشقر إلى مصرف مدغشقر، الذي أصدر فرنك مدغشقر - جزر القمر، الذي بدأ في عام 1925، كعملة مدغشقر. في عام 1945، بعد إنشاء إقليم جزر القمر، تم تشكيل بنك مدغشقر وآخرون جزر القمر. متزامن مع إنشاء العديد من العملات الفرنك الأفريقية الأخرى.
بعد استقلال مدغشقر عن فرنسا في عام 1960، بدأت مدغشقر في إصدار الفرنك الملغاشية مرة أخرى، حيث تم فصل عملتي جزر القمر ومدغشقر.
في عام 1973، غادرت مدغشقر منطقة فرنك الاتحاد المالي الإفريقي وأعلن أن فرنك مدغشقر غير قابل للتحويل من قبل سلطات الاتحاد الأفريقي. بعد ذلك تم إصدار العملات المعدنية والأوراق النقدية في مدغشقر من قبل معهد مدغشقر للقبول في مدغشقر حتى عام 1974 عندما تم إنشاء البنك المركزي في مدغشقر. ومنذ عام 2005، أصبحت أرياري الملغاشية، التي أصدرها البنك المركزي في مدغشقر، عملة البلاد.

## روابط خارجية
- (بالفرنسية) الموقع الرسمي للبنك المركزي دي مدغشقر
- الهيكل التنظيمي للبنك